# 法蘭西斯科·法爾內塞
法蘭西斯科·法爾內塞（義大利語：Francesco Farnese，1678年5月19日—1727年2月26日），帕爾馬公爵，1694年至1727年在位。
法蘭西斯科的哥哥奧多阿爾多於1693年去世，使法蘭西斯科成為帕爾馬王儲。隔年法蘭西斯科的父親拉努喬二世·法爾內塞跟著去世，法蘭西斯科成為帕爾馬公爵。
1696年，法蘭西斯科與奧多阿爾多的妻子多蘿西亞·索菲結婚，但兩人沒有子女。由於法蘭西斯科的弟弟安東尼奧亦沒有子女，法蘭西斯科安排奧多阿爾多的女兒埃麗莎貝塔·法爾內塞與西班牙國王費利佩五世結婚，並計畫讓埃麗莎貝塔的長子卡洛斯在安東尼奧去世後繼承帕爾馬公國。